# Ytterby

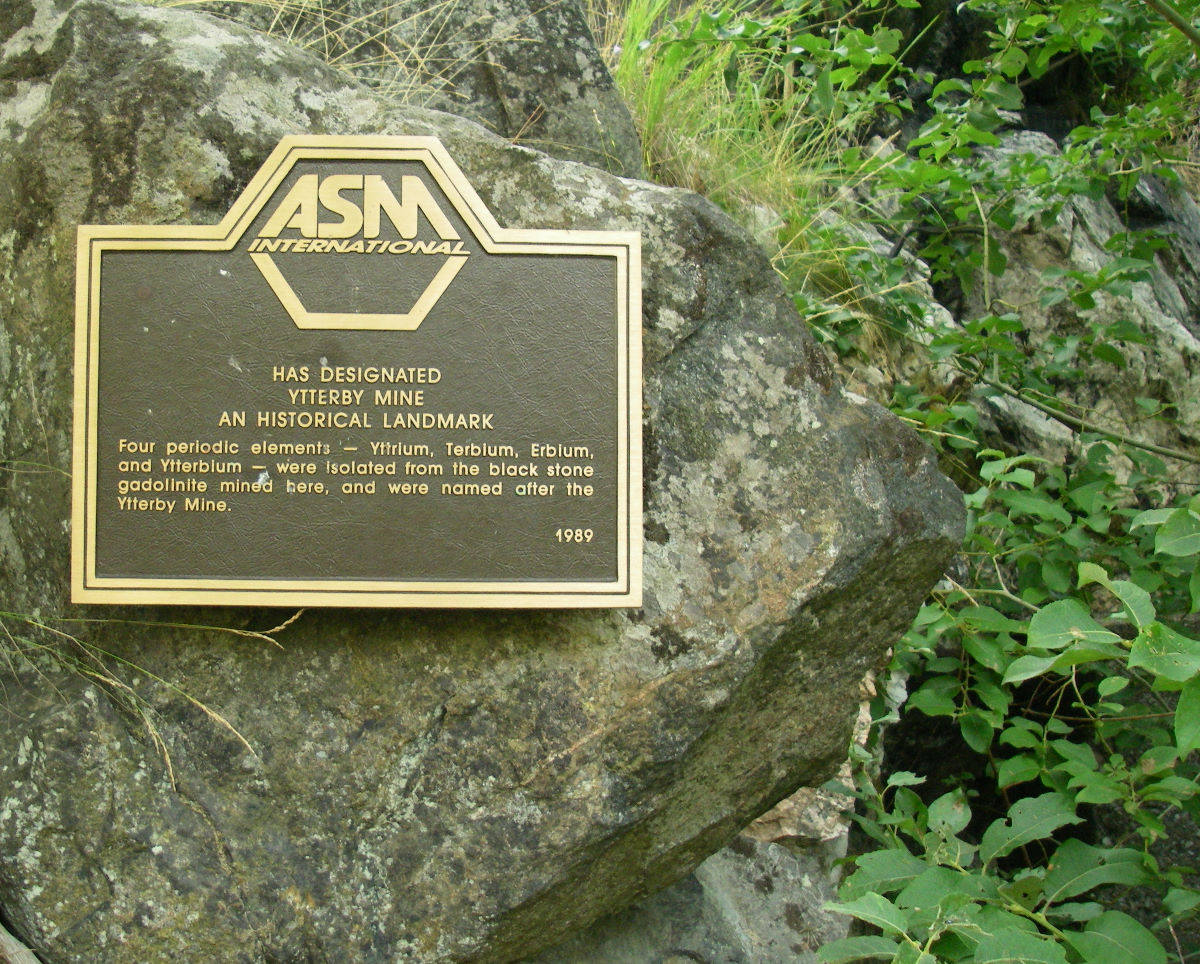
Placa commemorativa de l'ASM International society a l'entrada de la mina d'Ytterby

Ytterby és un poble a l'illa de Resarö, a l'Arxipèlag d'Estocolm, a Suècia. Pertany a la municipalitat de Vaxholm. El poble és famós per la mina d'Ytterby, on es van descobrir algunes terres rares. Entre elles es troben els elements químics erbi, terbi, iterbi, i itri, tots ells nomenats en homenatge al poble, el gadolini (nomenat en homenatge al professor finlandès Johan Gadolin), l'holmi (pel nom llatí d'Estocolm), i el tuli (de "Thule", nom antic d'Escandinàvia). El 1989 l'ASM International society instal·là una placa a l'antiga entrada de la mina.

## Història
Durant la seva estada a Vaxholm, Carl Axel Arrhenius va visitar la mina de feldespat al poble de Ytterby, a l'illa de Resarö, a prop de Vaxholm. Va trobar un mineral fosc que va anomenar iterbita i va enviar una mostra al químic Johan Gadolin a la Universitat d'Åbo per a una anàlisi posterior. Això va permetre el descobriment de quatre nous elements per diversos químics: itri, terbi, erbi, i iterbi i, finalment, amb la resta de metalls de les terres rares, incloent escandi, lantani, ceri, neodimi i tuli.
En aquest indret, a banda de les terres rares mencionades, també han estat descobertes tres espècies minerals: la gadolinita-(Y), la tengerita-(Y) i l'itrotantalita-(Y).
| Nom               | Fórmula                    |
| Gadolinita-(Y)    | Y₂Fe2+Be₂Si₂O10            |
| Tengerita-(Y)     | Y₂(CO₃)₃ · 2-3H₂O          |
| Itrotantalita-(Y) | (Y,Ca,U4+,Fe2+)₂(Ta,Nb)₂O₈ |